# Кандак
Кандак (тадж. Қандак) — сельский населённый пункт (тадж. деҳа) в центральном Таджикистане. Находится в Рогунском районе — районе республиканского подчинения Таджикистана. Подчинён администрации поселка городского типа Обигарм. Расположен в Раштской долине, в долине реки Вахш. Расстояние от села до центра района (г. Рогун) — 26 км, до пгт Обигарм — 8 км. Население — 2109 человек (2017 г.), таджики. 